# Bredene Koksijde Classic
Bredene Koksijde Classic, do 2018 Handzame Classic – kolarski wyścig jednodniowy, rozgrywany w Belgii w prowincji Flandria Zachodnia.
W latach 2002–2010 rozgrywany jako drugi etap Driedaagse van West-Vlaanderen, od 2011 jako samodzielny wyścig – początkowo należący do UCI Europe Tour z kategorią 1.1 (2011–2017) i 1.HC (2018–2019), a od 2020 został włączony do powstałego wówczas cyklu UCI ProSeries. Do 2018 znany pod nazwą Handzame Classic, od 2019 jako Bredene Koksijde Classic.

## Zwycięzcy
Opracowano na podstawie:
| Rok  | Pierwsze             | Drugie               | Trzecie          |          |
| ---- | -------------------- | -------------------- | ---------------- | -------- |
| 2011 | Steve Schets         | Kenny van Hummel     | Niko Eeckhout    |          |
| 2012 | Francesco Chicchi    | Marcel Kittel        | Adam Blythe      |          |
| 2013 | Kenny Dehaes         | Kenny van Hummel     | Danny van Poppel |          |
| 2014 | Luka Mezgec          | Theo Bos             | Edward Theuns    |          |
| 2015 | Gianni Meersman      | Antoine Demoitié     | Tiesj Benoot     |          |
| 2016 | Erik Baška           | Dylan Groenewegen    | Gianni Meersman  |          |
| 2017 | Kristoffer Halvorsen | Adam Blythe          | Kenny Dehaes     |          |
| 2018 | Álvaro Hodeg         | Kristoffer Halvorsen | Pascal Ackermann |          |
| 2019 | Pascal Ackermann     | Kristoffer Halvorsen | Álvaro Hodeg     |          |
| 2020 | odwołany             | odwołany             | odwołany         | odwołany |
| 2021 | Tim Merlier          | Mads Pedersen        | Florian Sénéchal |          |
| 2022 | Pascal Ackermann     | Hugo Hofstetter      | Tim Merlier      |          |
| 2023 | Gerben Thijssen      | Pascal Ackermann     | Sam Welsford     |          |
| 2024 | Luca Mozzato         | Dylan Groenewegen    | Gerben Thijssen  |          |
| 2025 | Edward Theuns        | Luke Lamperti        | Nils Eekhoff     |          |